# Freeвольная жизнь
«Freeвольная жизнь» (англ. Strangers with Candy) — американская кинокомедия 2005 года, поставленная режиссёром Полом Динелло по сценарию, написанному им совместно с Стивеном Колбером и Эми Седарис.
Премьера состоялась в январе 2005 года в США на кинофестивале «Сандэнс».
Фильм вышел в прокат 28 июня 2006 года с рейтингом R и собрал в прокате 2,25 млн долларов.

## Сюжет
47-летняя Джерри Бланк, в прошлом известная бунтарка, возвращается домой после 32-летнего отсутствия. Снова оказавшись в родном городе, она обнаруживает, что её отъезд из дома подорвал здоровье отца, который уже длительное время находится в коме.
Движимая чувством вины, Джерри хочет помочь отцу и изобретает собственное ноу-хау по возвращению отца к жизни. Ей приходит сумасшедшая идея — вернуться к тому моменту, когда она покинула отчий дом. Джерри хочет вновь сесть за школьную парту и начать жизнь заново, но уже не совершить допущенных в молодости ошибок.

## В ролях
| Актёр                | Роль              |
| -------------------- | ----------------- |
| Эми Седарис          | Джерри Бланк      |
| Дебора Раш           | Сара Бланк        |
| Иэн Холм             | доктор Патни      |
| Дэн Хедайя           | Гай Бланк         |
| Джозеф Кросс         | Деррик Бланк      |
| Элизабет Арнуа       | Моника            |
| Мэттью Бродерик      | Роджер Бикман     |
| Филип Сеймур Хоффман | Хенри             |
| Ди Финли             | заключённая       |
| Кристи Томас         | заключённая       |
| Пол Седарис          | водитель автобуса |
| Сара Джессика Паркер | Пэгги Каллас      |
| Чандра Уилсон        | заключённая       |
| Кристен Джонстон     | тренер Дайверс    |
| Крис Прэтт           | Брэйсон           |
| Джастин Теру         | Карло Хонклин     |

## Производство
После закрытия телесериала «Freeвольная жизнь» авторами не предполагалось создание одноимённого фильма. В то время она Эми Седарис, Пол Динелло и Стивен Колбер работали над книгой Wigfield, и по мере написания книги у них накапливалось немало шуток, связанных с персонажем Джерри Бланк. Когда книга была готова, Пол Динелло открыл файл с шутками Джерри и сказал, что было бы забавно написать сценарий для фильма.